# Хуан Гогберг
Хуан Гогберг (ісп. Juan Hohberg, 19 червня 1926, Кордова — 30 квітня 1996, Ліма) — уругвайський футболіст, що грав на позиції нападника. По завершенні ігрової кар'єри — тренер.
Виступав за збірну Уругваю (1954—1959). Учасник фінального турніру чемпіонату світу 1954 року, де він став одним з найкращих гравців. Більшу частину кар'єри виступав за уругвайський клуб «Пеньяроль». У складі «Пеньяроля» 7 разів ставав чемпіоном Уругваю. Виграв з цією командою в 1960 роцы перший в історії Кубок Лібертадорес. Є одним з найкращих гравців уругвайського футболу в 1950 роки.
Як головний тренер неодноразово приводив до чемпіонських титулів клуби в Перу, головним же досягненням Гогберга є вихід збірної Уругваю під його керівництвом у півфінал чемпіонату світу 1970 року.

## Клубна кар'єра
Народився 19 червня 1926 року в аргентинському місті Кордова (за іншими даними — 8 жовтня 1927 року) в родині німецьких емігрантів. Почав займатися футболом у скромній команді «Сентраль Кордова» в рідному місті, і через рік після дебюту за основний склад його придбав уже один з двох найпопулярніших клубів сусіднього міста Росаріо — «Росаріо Сентраль». Він став одним з лідерів свого клубу, але в той період у футболі Аргентини були великі проблеми — футболісти страйкували, виїжджали за кордон. Гогберг вирішив виїхати в уругвайський «Пеньяроль», який примітив футболіста на товариському турнірі в Монтевідео.
Гогберг моментально влився у склад «аурінегрос» і склав у кінці 1940-х років «Смертельну ескадрилью» нападу клубу (ісп. Escuadrilla de la muerte): Альсідес Гіджа, Хуан Гогберг, Оскар Мігес, Хуан-Альберто Скьяффіно, Ернесто Відаль. З 18 матчів чемпіонату 1949 року «Пеньяроль» виграв 16 і тільки двічі зіграв внічию. Гогберг і Мігес були найкращими бомбардирами команди — по 14 голів.
У 1960 році Гогберг провів останній сезон за «Пеньяроль» і виграв з ним перший в історії розіграш Кубка Лібертадорес, ставши, таким чином, свого роду людиною, зв'язала дві доби в уругвайському футболі — від перемог на рівні збірних до перемог на рівні клубів. Всього за 12 років у «Пеньяролі» Хуан забив 277 голів, включаючи 19 голів у Класіко Уругваю проти найлютіших ворогів — «Насьйоналя».
Протягом 1960 року захищав кольори клубу «Расінг» (Монтевідео). Завершив професійну ігрову кар'єру у клубі «Кукута Депортіво», за який виступав протягом 1961 року.

## Виступи за збірну
Гравці «Пеньяроля» 1950-х склали основу національної збірної Уругваю, яка стала в 1950 році чемпіоном світу. Гогберг міг поїхати на «мундіаль», оскільки він прийняв уругвайське громадянство, але в 1949 році його травмував гравець «Насьйоналя» Вальтер Гомес. Нападник «Пеньяроля» доклав великі зусилля, щоб відновитися, але не встиг цього зробити до початку турніру в Бразилії і тільки з цієї причини не став чемпіоном світу.
Проте вже на наступному турнірі 1954 року у Швейцарії Гогберг був повноцінним лідером «Селесте» і вивів команду в півфінал. Там уругвайцям протистояла угорська збірна, матч з якою став окрасою швейцарського першості — чинний чемпіон світу проти головних фаворитів поточного чемпіонату. Гол Гогберга дозволив уругвайцям зрівняти рахунок і перевести гру в додатковий час, але там золота команда за рахунок двох голів Шандора Кочиша зуміла пройти уругвайську команду і вийти у фінал, а південноамериканці програли і матч за третє місце Австрії. На турнірі Гогберг забив 3 голи.
Протягом кар'єри у національній команді провів у формі головної команди країни 8 матчів, забивши 3 голи.

## Кар'єра тренера
Розпочав тренерську кар'єру невдовзі по завершенні кар'єри гравця, 1962 року, очоливши тренерський штаб клубу «Кукута Депортіво». Наступного року також у Колумбії став головним тренером команди «Атлетіко Насьйональ», тренував команду з Медельїна три роки. Потім, 1968 року, єдиний раз у своїй кар'єрі працював з європейським клубом, ним став грецький «Панатінаїкос».
1969 року прийняв пропозицію очолити збірну Уругваю, з якою зайняв четверте місце на чемпіонату світу 1970 року у Мексиці.
Згодом успішно працював тренером в Уругваї, Колумбії, Перу (три чемпіонські титули з «Універсітаріо де Депортес» і «Альянса Лімою»), Еквадорі та Мексиці. Також повертався до роботи зі збірною Уругваю (1976–1977), а у 1981 році недовго був головним тренером збірної Еквадору.
Помер 30 квітня 1996 року на 70-му році життя у місті Ліма.

## Титули і досягнення

### Як гравця
- Чемпіон Уругваю (7):

«Пеньяроль»: 1949, 1951, 1953, 1954, 1958, 1959, 1960
- Володар Кубка Лібертадорес (1):

«Пеньяроль»: 1960
- Найкращий бомбардир чемпіонату Уругваю (2): 1951, 1953

### Як тренера
- Чемпіон Перу (4): 1972, 1974, 1977, 1978

## Особисте життя
Онук футболіста, Алехандро Гоберг, також став футболістом і був учасником Кубка Америки 2016 у складі збірної Перу. 